# Hotel Brystol'
Hotel Brystol' (in ucraino Готель «Бристоль»?, Gotel' «Brystol'») è un albergo sito nella città ucraina di Odessa, in via Italijska.

## Storia
L'albergo fu costruito tra il 1898 e il 1899 su progetto degli architetti Aleksandr Osipovič Bernardazzi e Adolf Minkus e fu chiamato Brystol' Hotel. Il nome Brystol' era ritenuto all'epoca sinomino di lusso, dato che un altro albergo costruito a Odessa in quel periodo si chiamava Hotel London. Fin dalla sua apertura l'albergo s'impose come uno dei più belli, eleganti e glamour della città.
Dopo la rivoluzione russa, l'hotel chiuse nel 1917. Rimase sfitto per qualche tempo e dal 1922 al 1925 fu adibito a uffici. Riaprì nel 1928, ma in quella che era ormai Unione Sovietica sembrava inappropriato che l'hotel prendesse il nome dalla città inglese di Bristol, così fu rinominato Hotel Krasnaja (che significa "Rosso" in russo) per la bandiera rossa della Rivoluzione. L'hotel chiuse nel 2002 e fu sottoposto a un lungo restauro. Riaprì i battenti con il suo nome originale il 15 dicembre 2010.
Il 31 gennaio 2025, l'hotel è stato colpito da un missile balistico russo durante l'invasione russa dell'Ucraina, ferendo almeno 7 persone.

## Descrizione
L'hotel è un connubio di neorinascimentale e neobarocco vittoriano, con una facciata scadita da colonne di marmo bianco e statue neoclassiche. Dispone di 113 camere ed è uno dei punti di riferimento della città.